# Serie 551 a 560 de CP
La Serie 551 a 560, también identificada como Serie 550, fue un tipo de locomotora de tracción a vapor, utilizada por los Ferrocarriles del Estado y por la Compañía de los Caminhos de Ferro Portugueses.

## Historia
Estas locomotoras fueron producidas por la empresa alemana Henschel & Sohn, habiendo entrado en servicio de la Administración de los Ferrocarriles del Estado en 1924, un año antes que sus congéneres de la Serie 501 a 508, de los Ferrocarriles del Estado. Estas dos series fueron las locomotoras a vapor de pasajeros con mayor importancia en Portugal, habiendo realizado servicios rápidos en todas las líneas que soportaban su peso por eje; por ejemplo, no podían atravesar el Puente D. Maria Pia, aunque algunas de estas locomotoras habían terminado su carrera en la zona Norte del país.

## Características

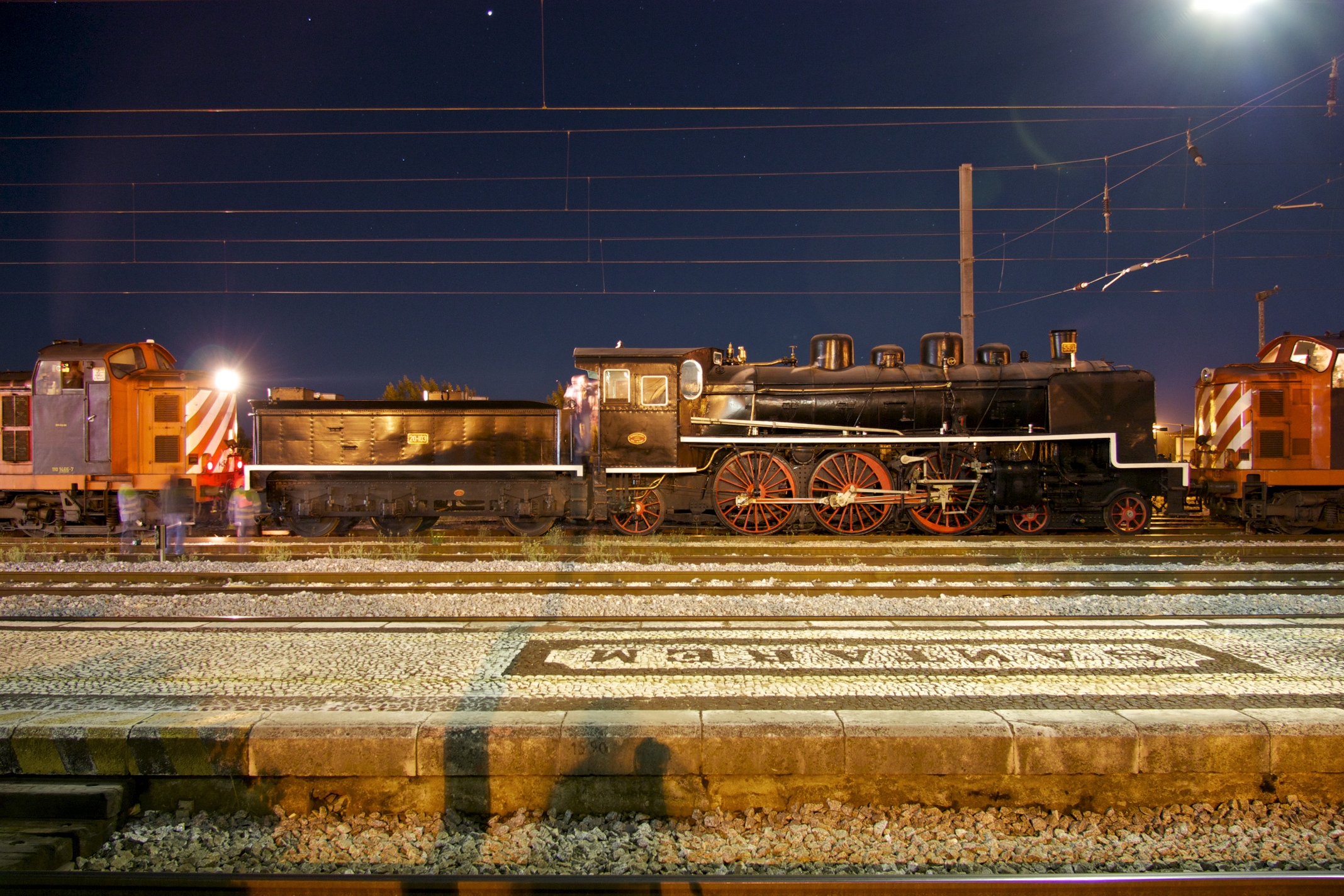
Locomotora n.º 553, siendo preparada en la Estación de Santarém para ser remolcada hasta el Museo Nacional Ferroviario, en Entroncamento.

### Descripción técnica
Esta serie estaba compuesta por 10 locomotoras con tender, numeradas de 551 a 560. Empleaba un sistema compound, del tipo Du Bousquet-De Glehn. Eran bastante parecidas a las locomotoras de la Serie 501 a 508, teniendo solamente una caldera de menores dimensiones. Estas dos series fueron las únicas representantes en Portugal de las locomotoras del tipo Pacific.

## Ficha técnica

### Características generales
- Tipo de tracción: Vapor[1]
- Ancho: Ibérico[1]
- Fabricante: Henschel & Sohn[1]
- Entrada en servicio: 1924[1]